# Le Prix du sang (film)
Pour les articles homonymes, voir Le Prix du sang.
Pour plus de détails, voir Fiche technique et Distribution.
Le Prix du sang (Driven to Kill), ou Soif de vengeance au Québec, est un film américain réalisé par Jeff F. King, sorti en 2009 en direct-to-video.

## Synopsis
Ruslan, un ancien gangster russe, est maintenant un écrivain de roman policier à succès. Lors du mariage de sa fille, il découvre que son nouveau gendre n'est autre que le fils de son ennemi juré au nom de Mikhail Arban.

## Fiche technique
- Titre : Le Prix du sang
- Titre original : Driven to Kill
- Réalisation : Jeff F. King
- Scénario : Mark James
- Musique : Peter Allen
- Photographie : Tom Harting
- Montage : Jamie Alain
- Production : Kirk Shaw
- Société de production : Echo Bridge Entertainment, Insight Film Studios, Steamroller Productions et Ruslan Productions
- Pays :  États-Unis,  Canada et  Russie
- Genre : Action, policier et thriller
- Durée : 98 minutes
- Dates de sortie : 
  -  États-Unis : 19 mai 2009

## Distribution
- Steven Seagal : Ruslan
- Mike Dopud : Boris
- Igor Jijikine : Mikhail Abramov
- Robert Wisden : Terry Goldstein
- Inna Korobkina : Catherine
- Zak Santiago : détective Lavastic
- Andrew Rasputin : Alex
- Laura Mennell : Lanie
- Aleks Paunovic : Tony
- Ingrid Torrance : détective Norden
- Dmitry Chepovetsky : Stephan Abramov
- Yan-Kay Crystal Lowe : Tanya

## Accueil
Sloan Freer pour Radio Times a donné au film la note de 2/4.